# الكراكر (الوادي 01)
الكراكر هو دُوَّار يقع بجماعة عين قنصرة، إقليم مولاي يعقوب، جهة فاس مكناس في المملكة المغربية. ينتمي الدوّار لمشيخة الوادي 01 التي تضم 14 دوار. يقدر عدد سكانه بـ 595 نسمة حسب الإحصاء الرسمي للسكان والسكنى لسنة 2004.

## روابط خارجية
- البوابة الوطنية للجماعات الترابية
- المندوبية السامية للتخطيط